# Osteolepis
Osteolepis (лат., от др.-греч. ὀστέον (ostéon) — кость, и др.-греч. λεπίς (lepis) — чешуя) — род вымерших лопастепёрых рыб девонского периода. Обнаружен в Orcadian Basin на севере Шотландии, а также в Пенсильвании (США).

## Описание
Рыба около 20 сантиметров в длину, покрытая большими квадратными чешуйками. Чешуя и пластины на голове были накрыты тонким слоем губчатого костного материала, называемого космин. Этот слой содержал каналы, которые были связаны с сенсорными клетками в коже. Каналы заканчивались порами на поверхности и, вероятно, служили для восприятия вибраций в воде.
Osteolepis был рипидистией и имел ряд общих черт с четвероногими (наземные позвоночные и их потомки), и, вероятно, был близок к основанию генеалогического древа четвероногих.

## Виды
Род включает 2 вида:
- Osteolepis macrolepidotus
- Osteolepis panderi